# Halysites
Halysites är ett släkte av tabulater, där kolonin består av ovala borör placerade på rad så att kedjor bildas.
Kedjorna hakar i varandra i förgreningspunkter men är annars inte i kontakt. Vissas kolonier kunde bli tiotals meter stora och bilda hela korallbankar, ofta är dock kolonierna mindre, upp till 15 centimeter i diameter.
De kallas ibland liksom de närstående släktet Catenipora för kedjekoraller.